# Ekajati
Ekajati (Sanskrit एकजटी oder Ekajaṭā एकजट, deutsch „Einzopffrau“; bzw. Ralchigma, tibetisch རལ་གཅིག་མ་, Umschrift nach Wylie: ral gcig ma, deutsch: „einzelner Haarknoten“, „Die nur einen Haarknoten hat“) ist eine weibliche, zornvolle Erscheinung der Tara im tibetischen Buddhismus.

## Mythologie
Ekajati ist eine der mächtigsten und furchtbarsten Göttinnen in der tibetischen Mythologie.
Sie erscheint häufig als Befreierin im Mandala der grünen Tara. Mit den ihr zugeschriebenen Kräften beseitigt sie die Angst vor Feinden, verbreitet Freude und entfernt persönliche Hindernisse auf dem Weg zur Erleuchtung.
Ekajati ist die Schützerin der geheimen Mantras (tib.: sngags srung ma) und gilt als große Mutter, insbesondere als Mutter Palden Lhamos und Mahakalas. Sie repräsentiert die große, letztendliche Einheit, was durch ihr eines Auge, ihren einen Zahn, den einen Haarknoten etc. ausgedrückt wird.
Der erste Karmapa Düsum Khyenpa meditierte schon in frühester Jugend auf sie.

## Darstellung (Blaue Tara)
Ekajati ist von blauer Körperfarbe mit hohem rotem Haarknoten. Sie hat ein Gesicht und zwei Hände. Sie kann jedoch auch mehrköpfig dargestellt werden (mit bis zu zwölf Köpfen), und bis zu vierundzwanzig Armen und verschiedenen tantrischen Attributen (Schwert, Messer, blauer Lotusaxt, Vajra).
In ihrer am häufigsten dargestellten Form trägt sie eine Axt/tantrischen Stab (häufig mit einer Leiche) und eine Schädelschale in ihren beiden Händen und hat in ihrem Haarknoten ein Abbild Akshobhyas.
Ihre Haltung drückt Tatkraft aus. Mit ihrem rechten Fuß zertritt sie Leichen (als Symbol für das Ego). Ihr Lachen entblößt eine gespaltene Zunge und einen einzelnen, spitz zulaufenden Zahn. Sie ist mit einer Kette aus Totenschädeln, einer Tiger- und einer Menschenhaut bekleidet. Außer ihrem einen Zahn, der einen Brust und dem einen Haarknoten, besitzt sie auch nur ein Weisheitsauge auf der Stirn – die übliche Stelle der Augen wird häufig mit symbolischen Flammen dargestellt.
Ekajati wird fast ausschließlich zornig dargestellt, es gibt jedoch auch eine friedvolle Form mit dunkelblauer Körperfarbe, einem Gesicht und zwei Armen. In ihren Händen hält sie dann eine Schädelschale und ein Triguk-Hackmesser. Neben ihren beiden natürlichen Augen besitzt sie auch dann das senkrechte Weisheitsauge auf der Stirn. Sie sitzt in der Vajraposition (Lotus-Sitz) auf dem Lotusthron, trägt Bodhisattvaschmuck und ist von Weisheitsflammen umgeben.